# Look into the Future
Look into the Future är Journeys andra album. Det släpptes 1976. Albumet innehåller en cover på George Harrisons "It's All Too Much". Förutom den låten är Gregg Rolie med som låtskrivare på alla låtar. 

## Låtlista
1. "On a Saturday Night" (Gregg Rolie) - 4:01
2. "It's All Too Much" (George Harrison) - 4:06
3. "Anyway" (Gregg Rolie) - 4:12
4. "She Makes Me (Feel Alright)" (Gregg Rolie, Neal Schon, Axel Cash) - 3:13
5. "You're on Your Own" (Gregg Rolie, George Tickner, Neal Schon) - 5:55
6. "Look into the Future" (Gregg Rolie, Neal Schon, Diane Valory) - 8:13
7. "Midnight Dreamer" (Gregg Rolie, Neal Schon) - 5:14
8. "I'm Gonna Leave You" (Gregg Rolie, Neal Schon, George Tickner) - 7:01

## Medverkande
- Gregg Rolie - keyboard och sång
- Neal Schon - gitarr
- Ross Valory - bas
- Aynsley Dunbar - trummor